# 李运 (1973年)
李运，男，中共政治人物、中共黨员、武漢大學經濟學博士。

## 生平
曾任職中國的銀行系統，分別曾在建行、農行任職，並為国务院政府特殊津贴專家，于2025年3月調任廣東省副省長。